# بيتر أغري
بيتر أغري (بالإنجليزية: Peter Agre)‏ هو عالم أحياء أمريكي يدرس في جامعة جونز هوبكنز الطبية، في بولتيمور ولد في 30 جانفي 1949. تحصل على جائزة نوبل في الكيمياء لسنة 2003 مع رودريك ماكينون لاكتشافه «قنوات الماء» في خلايا الإنسان وهذا الاكتشاف يساعد على طريقة نقل الأملاح والمياه من وإلى الخلية البشرية، ومكافحة عدد من الأمراض الخطيرة.
ولد بيتر اغري لأب كيميائي في نورث فيلد بولاية مينيسوتا وحصل على بكالوريوس من معهد أوغسبورغ في منيابولس وثم على دكتوراه في الطب سنة 1974 من مدرسة بالتيمور الطبية بجامعة جون هوبكنز. يعمل حاليا كنائب رئيس للعلوم والتكنولوجيا في المركز الجامعي للطب بديوك حبث يقوم بقيادة الأبحات العلمية.
تم انتخابه في الأكاديمية الوطنية للعلوم سنة 2000 وفي الأكاديميه الأمريكية للفنون والعلوم سنة 2003. هو عضو مؤسس لعلماء ومهندسون من أجل أمريكا.

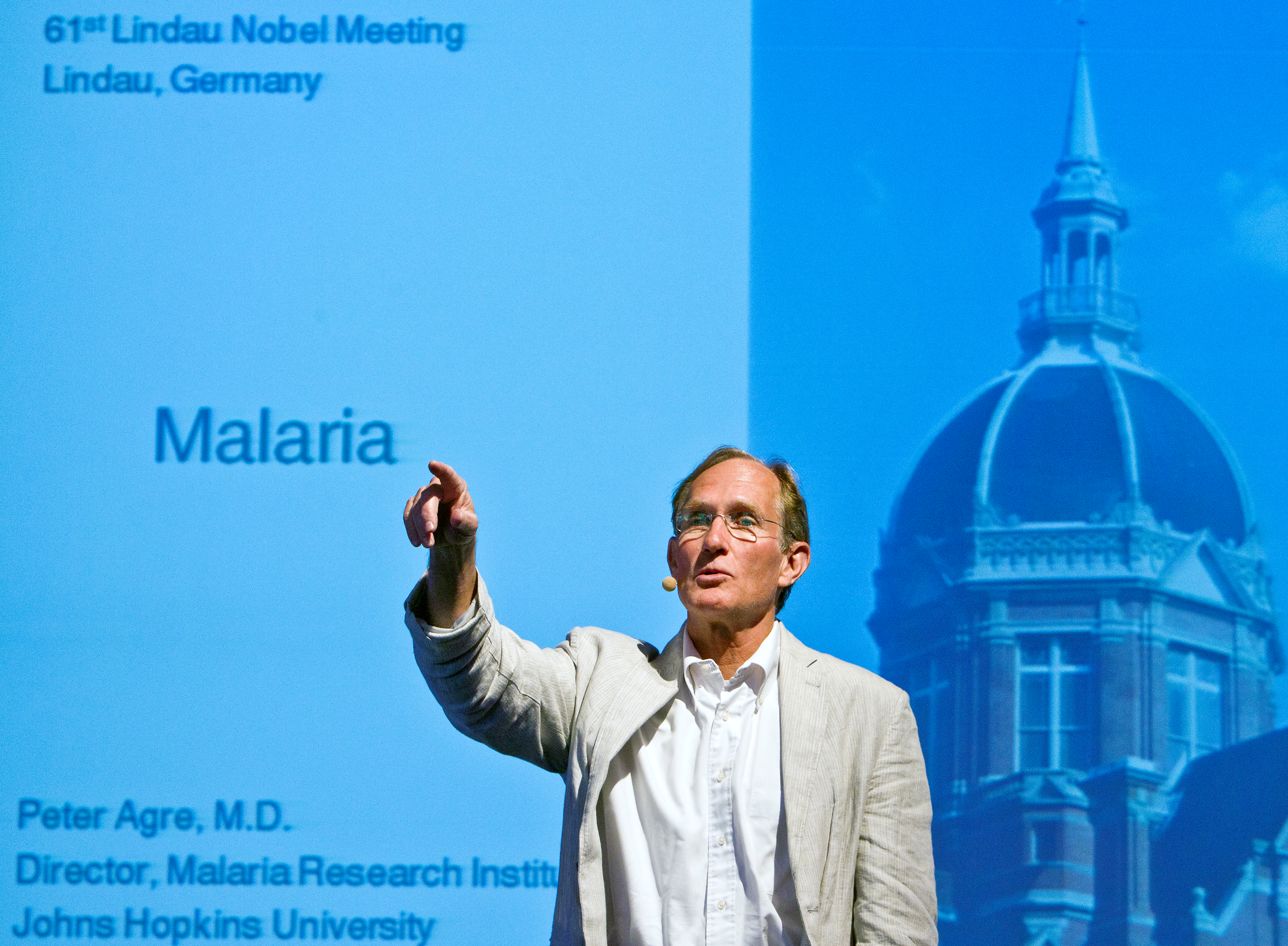
بيتر أجري يحاضر عن الملاريا في اجتماع لينداو الحائز على جائزة نوبل الحادي والستين في لينداو ، ألمانيا

في يوم 18 ماي 2007 أعلن نيته لترشيح نفسه لمجلس الشيوخ الأمريكي ليمثل ولاية مينيسوتا وذلك لحساب الحزب الديموقراطي. أغري هو مسيحي لوثري.

## وصلات خارجية
- بيتر أغري على موقع الموسوعة البريطانية (الإنجليزية)
- بيتر أغري على موقع مونزينجر (الألمانية)
- بيتر أغري على موقع إن إن دي بي (الإنجليزية)

1. ↑  Encyclopædia Britannica | Peter Agre (بالإنجليزية), QID:Q5375741
2. ↑  "Aquaporin Water Channels:from Atomic Structure to Clinical Medicine" (بالإنجليزية). University of Dallas. 2006. Retrieved 2020-05-11.
3. ↑  Geoff Brumfiel; Meredith Wadman; Emma Marris; Heidi Ledford (19 Oct 2006). "US election: showdown for Capitol Hill". Nature (بالإنجليزية). 443 (7113): 740–5. DOI:10.1038/443740A. ISSN:1476-4687. PMID:17051181. QID:Q57136646.
4. ↑  "The Nobel Prize in Chemistry 2003" (بالإنجليزية). Nobel Foundation. Retrieved 2020-05-11.
5. ↑  "Table showing prize amounts" (PDF) (بالإنجليزية). Nobel Foundation. Apr 2019. Retrieved 2020-05-11.
6. ↑  نوبل للكيمياء تمنح لعالمين أمريكيين [وصلة مكسورة] نسخة محفوظة 10 أكتوبر 2003 على موقع واي باك مشين.
7. ↑  "Peter Agre". www.nndb.com. مؤرشف من الأصل في 2019-01-31. اطلع عليه بتاريخ 2018-03-21.
8. ↑  Mirsky, Steve. "Nobel Laureate Peter Agre: From Aquaporins to Lutefisk". Scientific American (بالإنجليزية). Archived from the original on 2013-04-16. Retrieved 2018-03-21.